# فانيسا ر. وليامز
فانيسا ر. وليامز (بالإنجليزية: Vanessa R. Williams)‏ هي مغنية أمريكية، ولدت في 28 نوفمبر 1960.

## وصلات خارجية
- فانيسا ر. وليامز على موقع ميوزك برينز (الإنجليزية)
- فانيسا ر. وليامز على موقع أول ميوزيك (الإنجليزية)